# Tayshaneta coeca
Espèce
Synonymes
- Leptoneta coeca Chamberlin & Ivie, 1942
- Neoleptoneta coeca (Chamberlin & Ivie, 1942)

Tayshaneta coeca est une espèce d'araignées aranéomorphes de la famille des Leptonetidae.

## Distribution
Cette espèce est endémique du Texas aux États-Unis. Elle se rencontre dans les grottes Brehmmer Cave (Heidrich’s Cave), Coreth Bat Cave, Natural Bridge Caverns, à Guadeloupe River dans le comté de Comal, McCarty Cave, Root Beard Cave, à Wiseman’s Sink et à Freeman Crawl dans le comté de Hays.

## Description
Le mâle holotype mesure 1,45 mm et la femelle 1,35 mm,.

## Publication originale
- Chamberlin & Ivie, 1942 : A hundred new species of American spiders. Bulletin of the University of Utah, vol. 32, no 13, p. 1-117 (texte intégral).